# Zumbido (zoología)

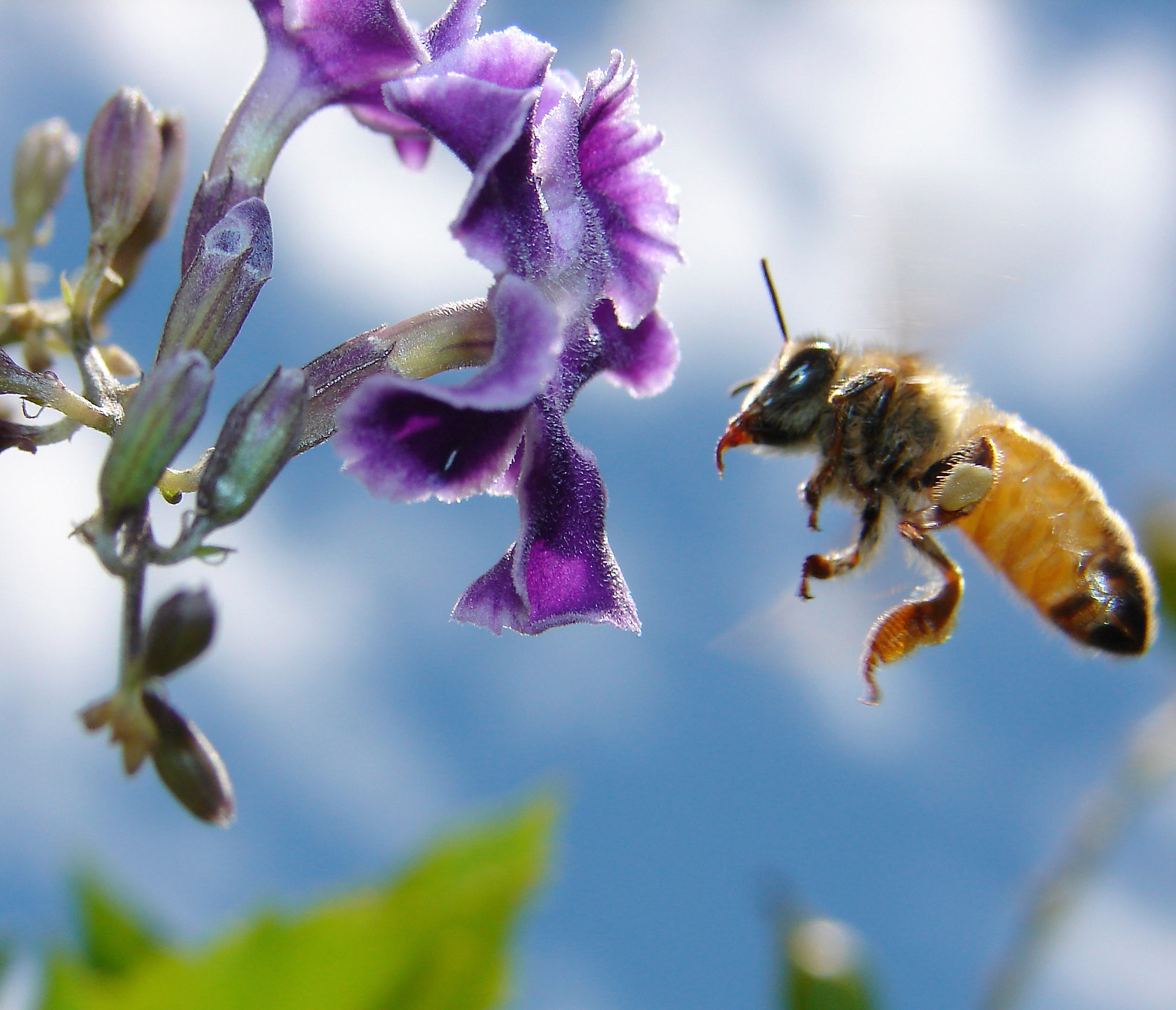
Abeja doméstica acercándose a una flor.

En términos zoológicos, un zumbido es un sonido generado por muchas clases de insectos cuando vuelan y baten sus alas, llamado así por el parecido con el zumbido de una corriente alterna. Este sonido se logra porque muchos insectos voladores baten sus alas a muchas veces por segundo, y debido a las vibraciones de las rápidas frecuencias, el sonido se percibe como repetitivo y casi invariable.
La mayor parte de los insectos voladores zumban, entre ellos las moscas, los mosquitos, los tábanos, las abejas, las avispas, los abejorros entre otros, y algunas aves, especialmente los colibríes.

## Onomatopeyas y verbos
Bzzzz es la onomatopeya más frecuente del zumbido y el verbo asociado es zumbar. Aunque el tono del zumbido es casi invariable entre las especies de insectos, la onomatopeya frecuentemente se asocia a las abejas, avispas y las moscas, debido a la intensidad. Los mosquitos, al ser más pequeños, sólo es posible oír su zumbido desde muy cerca del oído.

## En las personas
Muchas personas perciben un zumbido como un sonido desagradable e irritante, especialmente el de las moscas y el de los mosquitos. El zumbido de una abeja a veces se asocia al lenguaje de éstas, lo cual no es del todo cierto ya que las abejas se comunican de muchas maneras. 
Los zumbidos pueden asustar mucho a las personas que sufren de apifobia, que es un miedo irracional hacia las abejas o avispas, incluso si el zumbido no es de una abeja.

## El zumbido en otros insectos y animales
Este sonido generalmente lo emiten insectos de vuelo rápido como las moscas, por lo que no es posible que las mariposas y libélulas zumben debido al movimiento lento de sus alas (comparado con el de las moscas, abejas, etc.). Muchas especies de escarabajos, especialmente de la familia Scarabaeidae pueden zumbar al volar, así como muchas especies voladoras de mantis.
Las langostas (Acrididae), cuando van a la fase migratoria, al ser tan numerosas, producen un fuerte zumbido colectivo, audible a kilómetros de distancia.
El canto de los grillos (Gryllidae) no es considerado un zumbido debido al alto tono y a las repetidas pausas, y además, es producido por estridulación y no por el movimiento rápido de las alas. El sonido de las cigarras es muy potente y puede escucharse a gran distancia, aunque es parecido a un zumbido, en realidad no lo es como tal ya que no lo emiten por las alas sino por un aparato ubicado en el abdomen que produce estridulación.
Fuera de los insectos, algunas aves, especialmente los colibríes, pueden zumbar al volar debido a su rápido movimiento de alas, razón por la que a veces se les conozca como "pájaro mosca".